# Иран
Иран (перс. ایران), званично Исламска Република Иран (перс. جمهوری اسلامی ایران), држава је у југозападној Азији. Граничи се на западу са Ираком, на северозападу са Турском, Азербејџаном и Јерменијом, на северу са Каспијским језером, на североистоку са Туркменистаном, на истоку са Авганистаном, на југоистоку са Пакистаном, као и на југу са Оманским и Персијским заливом. Иран је 17. држава по површини и броју становника. Главни град је Техеран, који је такође највећи град и финансијски центар.
Иран је колевка цивилизације, који је насељавао Елам почев од 3200. године п. н. е. У 7. веку п. н. е. Медијци су основали Медијско краљевство којим је владао Кијаксар, а свој територијални врхунац достигао је у 6. веку п. н. е. када је Кир Велики основао Ахеменидско царство, једно од највећих у старом веку. Александар Велики је освојио царство у 4. веку п. н. е. Побуна у 3. веку п. н. е. довела је до оснивања Партског царства, које је касније ослободило земљу. У 3. веку нове ере, Парте је наследило Сасанидско царство, чије се доба сматра златним у историји иранске цивилизације. Некада центар зороастризма, у 7. веку уследило је муслиманско освајање Персије, што је довело до исламизације Ирана. Књижевност, филозофија, математика, медицина, астрономија и уметност су процветале током златног доба ислама, када је низ муслиманских династија Ирана окончао арапску владавину, ревитализовао персијски језик и владао земљом. Ово доба је пратила владавина Селџука и Хорезма.
У 16. веку, Сафавиди су поново успоставили Сафавидско царство, јединствену иранску државу са дванаестицом као службеном религијом. Током Афшаридског царства у 18. веку, Иран је био водећа светска сила, али је то прекинуто након што су Каџари преузели власт током 1790-их. Почетком 20. века догодила се револуција и успостављена је владавина Пахлавија, односно Резе Шаха, који је свргнуо последњег Каџара током 1925. Покушаји Мохамеда Мосадика да национализује нафтну индустрију довели су до државног пуча 1953. Након Иранске револуције, монархија је свргнута 1979, а Исламску Републику Иран основао је Рухолах Хомеини, који је постао први врховни вођа. Године 1980. Ирак је извршио инвазију на Иран, што је изазвало осмогодишњи иранско-ирачки рат, који се завршио пат-позицијом.
Иран је унитарна исламска република са председничким системом, где врховни вођа има врховну власт. Иран је велика регионална сила због великих резерви фосилних горива, геополитичког положаја, војних капацитета, културне хегемоније, регионалног утицаја и улоге светског средишта шиитског ислама. Привреда Ирана је 23. највећа на свету по паритету куповне моћи (ПКП). Иран је један од оснивача више међународних организација као што су Уједињене нације, Организација исламске сарадње, ОПЕК и Организација за економску сарадњу, а такође је члан организација као што су Покрет несврстаних, Шангајска организација за сарадњу и БРИКС. Иран је дом 28 локалитета Унескове Светске баштине, што га сврстава на 10. место у свету, као и на 5. место нематеријалног културног наслеђа.

## Етимологија
Иранци своју државу зову Иран још од давнина. Староирански облик тог имена је Ајранам са значењем земља аријеваца.
До 20. века уобичајени назив Персија потиче од ахеменида, који су у 6. веку п. н. е. основали прво персијско царство. Оно се састојало из простора око садашње провинције Фарс око града Шираз, од које се изводи Фарси, назив персијског језика. Стари грци су ту провинцију звали Персис.
Географски појам Иран, обухвата целокупну иранску висораван. То јест, државу Иран као и поједине области суседних држава.

## Географија

### Положај
Иран је, већином, планинска земља и делимично пустињска висораван с површином од 1.648.000 km². На северу се граничи са Јерменијом (35 km), Азербејџаном (611 km), Туркменистаном (992 km) и има 740 km обале на Каспијском језеру. На западу се граничи са Турском на северу и Ираком на југу, где је гранична река Шат ел Араб. На југу има излаз на Персијски и Омански залив у дужини од 1770 km. Иран од 1970-их има гранични спор с Уједињеним Арапским Емиратима због острва Тунб и Абу Муса које је окупирао Иран. На истоку се граничи са Авганистаном, на северу и Пакистаном на југу. Удаљеност између Азербејџана на северозападу и Систана и Белуџистана на југоистоку је око 2330 km.

### Геологија и рељеф
Иранским пејзажом преовладавају планински ланци између којих се налазе многе долине и према истоку и југоистоку пустињске висоравни. У источном делу земље превладавају слабо насељене равне пустиње Дешт-и-Лут и Дешт-и-Кевир (Велика слана пустиња) с повременим сланим језерима, које се настављају источније у западном Пакистану и јужном Авганистану.
Северозападни део земље који је плоднији и најнасељенији је уједно и најбрдовитији. На северу се налази високи планински ланац Алборз са највишим врхом Ирана, 5.607 m високим Дамавандом. На југозападу од Оманског залива све до сланог језера Урмије, протеже се други велики кречњачки ланац Загрос са највишим крашким врховима Динар-Кух (4.976 m), Оштран-Кух (4.328 m) и Кукалар-Кух („Кукасти врх“, 4.298 m). Ирански плато је висораван која се пружа између поменутих планинских ланаца у средишту и на истоку земље.
У широком подручју између планина налазе се велика пољопривредна и урбана средишта као Исфахан или Шираз. Све до 20. века, када су изграђени главни путеви и железничке пруге кроз планинске ланце, ова подручја су била релативно изолована једна од других. Обично је један велики град доминирао једним оваквим подручјем, па су постојали сложени односи између града и села на периферији. У вишим подручјима планинских ланаца живели су номади које су се селиле заједно са стадима оваца и коза између традиционалних летњих и зимских пашњака.

### Воде
У земљи не постоје већи речни системи, а саобраћај се током историје одвијао караванима које су пролазиле кроз кланце и превоје у планинама. Високе планине су такође представљале проблем у приступу према Персијском заливу и Каспијском језеру. Већих слатководних језера нема, а на северозападу је плитко полуслано језеро Урмија.

### Клима
У Ирану влада углавном сушна и полусушна клима. Изузетак је равница уз Каспијско језеро где влада блага суптропска клима океанског типа; овде температуре зими ретко падају испод 0 °C, а клима је влажна током целе године. Температуре лети се ретко пењу изнад 29 °C, а просечне годишње падавине су од 680 mm на истоку до 1700 mm на западу земље. На западу у насељима у долинама планине Загрос јављају се изузетно ниске температуре, јаке зиме са просечним температурама испод 0 °C и великим количинама снега. У источним и централним басенима влада изузетно сува пустињска клима с мање од 200 mm падавина годишње и просечним летњим температурама до 38 °C. Уз обале Персијског залива је сушна полупустињска клима где владају умерене зиме и врло сува и врућа лета. Количина падавина овде варира између оскудних 135 и 355 mm.
Иран се налази у сеизмички врло активном делу света који често погађају земљотреси.

### Флора и фауна
Биљни и животињски свет у Ирану је због великог броја биома и станишта врло разнолик, па овде живи велики број животиња и биљака. У биљном покривачу постоји изразити климатски градијент, од полупустињских летопадних грмљака уз јужне обале, до бујних влажних шума океанског типа на северу уз Каспијско море. На истоку су голе пустиње са ретким травнатим оазама, а у средишту земље на пространој унутрашњој висоравни превладавају за Иран посебни лоптасто-јежасти трњаци (трагантиди) отпорни на овдашњу сушно-хладну климу (мразовите зиме и жарка лета).
У полупустињским подручјима живи велики број великих мачака као евроазијски рис, манул и преживари индијска газела или персијска газела. Неке од њих налазе се пред истребљењем као ирански гепард (Acinonux jubatus venaticus) којих је још остало од 50 до 60, а на североистоку живе и малобројни лавови. У Ирану постоји много ендемских врста као персијски јелен којег данас има још врло мало. На подручју државе живи и велики број птичјих врста као: риђи мишар, обична ветрушка, орао брадаш и др. У шумама на северним планинама могу се наћи дивље свиње, медведи, јелени и козорози.
О очувању животне средине држава је почела водити бригу од 1950-их, након деградације околине и превеликог искоришћавања природних ресурса. Иран је основао 1956. друштво за заштиту дивљих животиња, па 1967. организацију за лов и риболов и на крају 1971. министарство за заштиту животне средине. Циљ свих ових организација била је заштита околине.
Од почетка 21. века, главни еколошки проблеми у држави су:
- загађење ваздуха, посебно у урбаним срединама. Ово загађивање догађа се због људског деловања, посебно због емисија штетних гасова из возила, рафинерија и индустрије.
- крчење шума
- дезертификација тј. претварање травњака и грмља у пустиње и полупустиње
- смањивање мочварних подручја због суше
- загађење нафтом у Персијском заливу (због вађења нафте)
- загађивање воде због индустријског отпада и неконтролисане употребе.

Вероватно највећи еколошки проблем је онај квалитет ваздуха, највише у главном граду Техерану. Угљен-моноксид има врло велики удео у 1,5 милиона тона штетних гасова који су забележени у Техерану 2002. године.

## Историја
Иранска историја протеже се на више хиљада година и једна је од најстаријих на свету. Покрива велики број цивилизација које су живеле на иранском платоу, од Шахр-и Сохтеа (Спаљеног града) у Систану из бронзаног доба, те Јирофтске цивилизације и Еламитског краљевства, преко Ахеменидског, Партијског и Сасанидског краљевства, све до данашње Исламске Републике Иран.

### Праисторија и античко доба
На подручју Ирана, тачније у Белуџистану, нађени су остаци људског деловања још из раздобља доњег палеолита, од којих најстарији датирају и до 800.000 година. На северозападу земље, у подручју Каспијског језера, нађени су остаци активности из раздобља мезолита. Неолитиска налазишта сведоче о пољопривредном деловању пре око 6.000 до 7.000 година у долини Горгана, у Туренг Тепеу, Јарим Тепеу и у средишту земље, у Сиалку II (близу Кашана).
Предмети од бакра и осликане керамике из бронзаног доба (прије 4.000 година) пронађени су у Сузи (покрајина Хузестан) и Сиалку. Археолошким истраживањима тек се сад почињу упознавати врло старе цивилизације које су овдје градиле градове прије 5.000 година.
Почетком 3. миленијума п. н. е., у Сузи се јавља облик писма који је вероватно настао из старог сумерског писма. Еламско царство (пре којег је постојала протоеламитска цивилизација) постало је нова регионална снага у југозападном Ирану те својеврсна конкуренција суседним царствима Вавилоније и Асирије. Тек у другом миленијуму п. н. е. на ирански плато долазе ирански народи из средишње Азије. Средином 7. века п. н. е. Медијци окупљени у племенима на северу и северозападу земље постају самостална регионална сила. Крајем истог века Медијци и Вавилонци ослобађају се Асираца заузимањем Ниниве 612. п. н. е. У овом раздобљу извори помињу Кира I, краља Аншана и унука Ахемена, оснивача првог персијског царства.

#### Ахемениди
Ахемениди су створили велико царство које се протезало од Индије до Египта, а које је било организовано у сатрапије повезане великом мрежом цеста. Киров цилиндар први је писани траг неке декларације о људским правима из времена Кира II. Ахеменидска династија изградила је важне градове као што су Пасаргад, Персепољ, Суза и Екбатана. Њихова владавину у западном свету најпознатија је по ратовима против Грка. Ахеменидско краљевство је доживело пад након владавине Ксеркса I, па га 330. п. н. е. освојио Александар Велики.

#### Селеукиди
Генерали Александра Великог основали су династију Селеукида који су практично остали на власти до 64. п. н. е. када је Сирију, задњи остатак њихова царства, Гнеј Помпеј Велики претворио у римску провинцију. Партијско царство које је основано 250. п. н. е. влада земљом до 224. када је краља Артабана IV победио један од персијских вазала. У ово вријеме рађа се нова, сасанидска династија, којом је почело Друго Персијско царство (226—651).

#### Сасаниди
Сасаниди су били први који су називали њихово царство Ирансхахр или Ерāнсхахр (персијски: ايرانشهر, Земља Аријаца). Они су владали једним од најважнијих раздобља иранске историје те су остварили бројна достигнућа на свим подручјима. Посебно су утицали на римски свет, будући да су два царства била непрестано у рату. Њихов културни утицај досегнуо је и западну Европу, Африку, Кину и Индију те се наставио и у исламском раздобљу.,

### Исламско раздобље
Освајање Ирана почиње 637, с Ебу Бекром. Након освајања Ктесифона, главног града царства, муслимани су победили сасанидску војску код Нихаванда 642. године. Након тога Иран је брзо освојен, а преобраћивање на ислам врло је убрзано трајало до 9. века. Иран је исламизован, али никад није арабизован, за разлику од других крајева које је освојио калифат.
У 8. веку, у Хорасану је прихваћена дисидентска шиитска доктрина, што је довело до одвајања од арапске доминације. Побуном је свргнута династија Омејада, па ју је у Багдаду замијенила Абасидска династија, 748. године. Моћ калифâ убрзано се смањује па у Ирану настају многе јаке регионалне династије између 820. и 1005, од којих највише Саманиди. Они су се сукобљавали с Багдадом те у много чему обогатили интелектуални живот. Осим класичне арапске културе, подупирали су персијску књижевност и гарантовали заштиту мислиоцима. Од 962. династија Газнавида из Газнија влада Хорасаном и Панџабом. У ово време, под заштитом Махмуда Газнија, Фердуси је написао „Шах намех” (Књига краљева), епску песму с причама из персијске митологије.
Селџуци су дошли у ову регију у 11. веку и савладали Газнавиде, па Саманиде, а у Ирану се догодила културна и научна ренесанса. Направљена је опсерваторија у Исфахану, где је Омар Хајам створио нови, персијски календар с преступним годинама који је и данас у употреби. Ово је раздобље такође било врло плодно за многа уметничка достигнућа.
Након владавине Селџука, Ираном управљају мање локалне династије пре доласка Монгола под водством Џингис-кана, 1219. године. Инвазија је поприлично оштетила земљу и становништво. Уништењем бројних система за наводњавање уништена је и мрежа насеља. Уништене градове замењују изоловане оазе, а број становника пада па се становништво организује у племена. Мање локалне династије владају подручјем након краја првог монголског периода 1335. године.
Врло брзо догодила се нова инвазија, у којој Тамерлан потпуно освојио Иран и постао цар 1381. године. Царство Тимурида трајало је до 1507. године, када су Шајбаниди заузели Самарканд, а Сафавиди освојили велики део иранске територије, почевши од иранског Азербејџана.

### Настанак модерне иранске државе
Иранско становништво се преобратило на имамитски шиитизам у 16. веку, за време шаха Исмаила I, првог сафавидског владара. Ово преобраћење извршено је ради супростављања доминацији сунитских османских Турака и како би се створио јединствен ирански идентитет. Преобраћење је било обавезно, под претњом смрћу.
Врхунац сафавидске владавине био је за вријеме шаха Абаса I Великог, за чијег се времена догодила централизација и општи напредак земље. Ово је било златно доба и за умјетност и трговину. Инвазијом афганских племена у Иран 1722. године започела је силазна путања сафавидског раздобља. Након пада задњег сафавидског владара 1735, годину послије Тахмасп Коли из племена Афшар истјерује Авганистанце и преузима власт под именом Надир Шах. За време његове владавине враћена је цела територија Ирана те су кренули војни походи у Индију. Његова владавина није дуго трајала и 1747. године је убијен.
За власт у земљи отада се почињу борити разне племенске групе: Афшари, Хотаки, Каџари и Занди. Карим-кан Занд успео је 1750. године ујединити скоро целу земљу. За време његове владавине главни је град из Машада премештен у Шираз, па је започело кратко време мира и напретка. Након његове смрти 1779. године почињу нове борбе за власт. На крају је победио Ага Мухамед-шах Каџар који преузима власт 1794. године и тиме оснива династију која је трајала све до 1925. године. Тада је главни град постао Техеран.
За време владања његових наследника Фатх Али-шаха, Мухамед-шаха и Насередин-шаха, у земљи је обновљен ред, стабилност и јединство. Трговци и верске вође постају важни чланови друштва у ово време. Због слабости централне власти, велике колонијалне силе, Руска и Британска империја, захваљујући војној и технолошкој моћи, почињу доминирати иранском привредом и мешати се у унутрашње послове државе. Ипак, упркос Великој игри, Иран је сачувао независност и никад није колонизован.

### Уставна револуција и модернизација Ирана
Први покушаји модернизације земље догодили су се за време Насередин-шаха. Реформисан је порески систем, појачана контрола над администрацијом те развијена индустрија и трговина. Смањио се страни утицај, као и утицај шиитског свештенства. Народна жеља за променама довела је до уставне револуције 1906. године. Иран је постао прва блискоисточна земља која је револуцијом добила устав.
Првим свјетским ратом повећан је утицај Британаца, који су већ дотад били заинтересовани за нафту пронађену 1908. године у Хузестану. Покушали су наметнути англо-персијски договор 1919, који је парламент одбио.
Нешто после државног удара је смењена власт у корист официра Реза-кана, који четири године послије постаје Реза-шах Пахлави. Уз помоћ снажне и централизоване владе почиње модернизација Ирана: развијање тешке индустрије, велики инфраструктурни пројекти, градња националне железнице, стварање јавног националног образовног система, реформа правосуђа (дотад под контролом свештенства), стварање иранског грађанског законика, побољшање здравственог система, итд. Посебна права која су додељена странцима за време Каџара укинута су како би се смањила зависност и њима, што се посебно односило на Велику Британију и Русију. Дана 21. марта 1935, међународна заједница службено је одлучила престати користити назив Персија и почети користити назив Иран (локално име од сасанидске ере). Забрана ношења вела за жене, као и обавеза облачења на „западњачки” начин за мушкарце, уведена је исте године.
Због зближавања с Немачком, Британци и Совјети су извршили инвазију на Иран и присилили Реза-шаха на абдикацију у корист свога сина Мохамеда Резе Пахлавија 1941. године. Реза-шах је послат у егзил где је и умро 1944. године. Окупација земље била је врло важна Савезницима. Након проглашења рата Немачкој 1943. године, Иран се приближио западним снагама. Исте године у Техерану састали су се Винстон Черчил, Френклин Рузвелт и Јосиф Стаљин чиме су ојачали своју улогу у Ирану, који је убрзо постао члан Уједињених нација.
У децембру 1945. године, уз подршку Совјетског Савеза, Народна Република Азербејџан и Курдска Народна Република прогласиле су своју независност у подручјима иранског Азербејџана и иранског Курдистана. Делове Хорасана, Горгана, Мазандарана и Гилана окупирале су совјетске трупе; Иранско-совјетска криза, прва у Хладном рату, завршила се у децембру 1946, након што су владе републичких покрета изгубиле подршку Совјетског Савеза.
Године 1953. премијер Мохамед Мосадик национализује нафту. Ради заштите западњачких интереса у иранској нафтној индустрији, британске и америчке тајне службе проводе операцију Ајакс чији је циљ постављање владе која би штитила западњачке интересе. Након Мосадикова пада, Мохамед Реза-шах Пахлави успоставља аутократски диктаторски режим уз помоћ САД. Године 1955, Иран улази у Багдадски пакт, те тиме прелази на америчку страну у Хладном рату. Мухамед Реза-шах модернизовао је индустрију и друштво захваљујући приходима од нафте и програму званом Бијела револуција. За време његовог режима макнути су сви облици политичке опозиције, а његова владавина уопштено није била добро прихваћена у иранском друштву.

### Исламска револуција и исламска република
Након вишемесечних демонстрација и протеста против његовог режима, Мухамед Реза Пахлави напустио је Иран 16. јануара 1979. године. Рухолах Хомеини се вратио у земљу 1. фебруара 1979, након 15 година у егзилу. Након проглашења неутралности оружаних снага у револуцији, Хомеини је прогласио крај монархије 11. фебруара и успоставио прелазну владу.
Иако је међу становништвом већином владало позитивно расположење због одласка шаха, постојало је много несугласица око будућности Ирана. Иако је Хомеини био најпопуларнија политичка фигура, постојало је више револуционарних група, од којих је свака имала другачији поглед на будућност земље. Групе су укључивале либерале, марксисте, анархисте и лаике, уз велики број верских група које су тражиле да обликују иранску будућност.
Теолози су били први који су успоставили ред у земљи уз помоћ локалних одбора. Познати под именом Бранитељи револуције од маја 1979, ове скупине су брзо добиле моћ на локалном нивоу по целом Ирану, те тиме и највећи дио моћи на свеукупном нивоу. Уз помоћ револуционарних судова који су успостављени, елиминисане су кључне личности из старог режима, као и противници из других скупина. Крајем 1979. организован је референдум, на којем је успостављена исламска република по Хомеинијевом нацрту, с врховним вођом на челу.
Због иранске талачке кризе (окупације амбасаде Сједињених Америчких Држава у Техерану између 4. новембра 1979. и 20. јануара 1981. и узимање особља за таоце) Картерова администрација је прекинула дипломатске везе с Ираном и 7. априла 1980. наметнула економске санкције. Дана 22. септембра 1980, користећи слабост иранских оружаних снага под новим исламским режимом, Ирак је напао Иран. Службена политика САД тражила је изолацију Ирана. САД и њени савезници пружили су оружје и технологију режиму Садама Хусеина који је хтео да освоји нафтна поља у Хузестану. Чланови Реганове администрације у тајности су продавали оружје и делове Ирану, што је познато под називом афера Иран-Контра. Иран је пристао на поштовање прекида ватре на основу резолуције 598 Савета безбедности ОУН 20. јула 1987. године. Дана 15. августа 1990. Садам Хусеин је пристао да се врати на договоре из Алжира из 1975, тј. status quo ante bellum.
Након Хомеинијеве смрти 3. јуна 1989, Савет стручњака прихватило је Алија Хаменејија као врховног вођу. Његовим доласком на власт устав је промењен.
Током Заливског рата 1991. године, Иран је остао неутралан (допустио је једино присутност ирачког ваздухопловства и улазак ирачких избеглица на своју територију).
Револуција, након које је следио рат с Ираком оставили су велике последице на привреду земље које су водили прагматичари као Хашеми Рафсанџани, који је изабран за председника 1987. и 1991. године. Крах економске политике и модернизације иранске државе довео је до избора умереног Мохамеда Хатамија на место председника 1997. године. Његову владавину обиљежиле су несугласице између друштва које је захтевало промене и свештенства које је желело задржати своју моћ. Ова ситуација је достигла свој врхунац у јулу 1999, када су на улицама Техерана и других већих градова избили масовни протести против власти. Хатами је поновно изабран 2001. године, али конзервативне струје у иранском парламенту дестабилизовале су његов реформаторски покрет.
Године 2005, на место председника државе изабран је конзервативни градоначелник Техерана, Махмуд Ахмадинежад, док је више од 1.000 других кандидатура Савет чувара прогласило неважећим. Његов мандат обележио је контроверзни нуклеарни програм и тврда спољна политика. На изборима 2013. председник Ирана постао је Хасан Рухани. На изборима 2021. на месту председника Ирана заменио га је Ебрахим Раиси. Он је погинуо у хеликоптерском лету 2024. године, након чега је на изборима добио реформиста Махсуд Пезешкијан, који је тренутни председник.

#### Развој ИР Иран четрдесет година након револуције
Једанаестог фебруара 2019. године навршило се четрдесет година од победе исламске револуције у Ирану. Развој у различитим областима добијен је рангирањем релевантних међународних агенција, тела и организација. У обзир су узете области у којима је ИР Иран рангиран међу првих десет земаља у свету.
Енергетика
Резерве природног гаса процењују се на 33.72 трилиона m³ (податак из 1. јануара 2018.) чиме Иран заузима 2. место на свету. У 2017. години био је рангиран на 3. месту у производњи природног гаса са 214,5 билиона m³.
Резерве нафте процењују се на 157,2 билиона bbl (1. јануар 2018) чиме Иран заузима 4. место на свету и 4. месту у производњи нафте са 4,469 милиона bbl дневно.
Иран је са 116,600 km² 6. земља света у погледу водених површина, a захваљујући Каспијском мору, чак 7,07% површине Ирана је вода.
Индустрија и рударство
Иран је трећерангирани глобални произвођач гипса са 15.000 милиона t.
Десети је произвођач руде гвожђа у свету (37.000 милиона t).
У 2017. години Иран је у производњи цемента био глобално седми са производњом од 56 милиона t.
Пољопривреда
Иран се са 95,530 km² 2012. године налазио на 5. месту у свету у погледу укупне површине наводњаваног земљишта.
Иран је највећи светски произвођач шафрана који се сматра стратешким производом у земљи јер производи око 95% светског шафрана. У периоду од 2017-2018. производња шафрана порасла је за 55% и Иран је извезао 236 t шафрана у вредности од 325 милиона USD.
Иран је у 2017. години био 1. у производњи пистаћа са 574987 t; 2. произвођач урми у свету са 1185165 t, лубеница (4059786 t) и краставца (1981130 t); 3. у производњи ораха у љусци (349192 t) и коштуњавог воћа (135329 t); 4. у производњи кивија (311307 t), дуња (78777 t), цитруса (615281 t), бадема (111845 t) и лука (2379096 t); 5. у производњи кајсија (239712 t), смокви (70730 t) и плавог патлиџана (654149 t) и 6. у производњи парадајза (6177290 t).
Иран је седми произвођач вуне на свету са 2 % светске производње. Из Ирана је у 2017. години извезено близу 1.500 t ручно тканих тепиха вредних више од 119 милиона USD, чиме је Иран заузео прво место у свету у производњи ручно рађених тепиха.
10 највећих извозних група производа Ирана
Наведене групе производа имале се највећу вредност у USD у иранском глобалном извозу током 2017. године. 
- Минерална горива укључујући и нафту: 48,7 милијарди USD (77,9% од укупног извоза)
- Пластика, пластични производи: 3,3 милијарде USD (5,3%)
- Руде, шљака, пепео: 2,2 милијарде USD (3,5%)
- Органске хемикалије: 1,8 милијарди USD (2,9%)
- Гвожђе, челик: 1,4 милијарде USD (2,2%)
- Воће и орашасти плодови: 934,8 милиона USD (1.5%)
- Ђубрива: 681,8 милиона USD (1,1%)
- Со, сумпор, камен, цемент: 561,3 милиона USD (0,9%)
- Бакар: 386,2 милиона USD (0,6%)
- Алуминијум: 305,4 милиона USD (0.5%)

Ових 10 група чини 96,4% укупне вредности извоза. Руде, шљака и пепео из Ирана биле су најбрже растуће међу првих 10 извозних категорија, удвостручујући вредност од 2016. до 2017. године.
Свемирска и нуклеарна технологија
Иран је девети у свету у развоју свемирске технологије, пројектовању и лансирању сателита. У ове сврхе је основан Ирански свемирски институт.
Иран је девета земља у свету која је завршила комплетан циклус обогаћивања нуклеарног горива укључујући истраживање уранијума, производњу жутог колача и промену у гас УФ6 за производњу горива и комплекса горива.
Образовање
Иран је 2010. године са 65.000 новообјављених наслова заузео 9. девето место у свету по броју објављених књига годишње.
Десета је земља у свету у погледу издвајања средстава за образовање у односу на укупан буџет.
Иран се налази на петом месту у свету у погледу броја дипломираних студената у четири области - наука, технологија, инжењерство и математика.
Прворангирана је земља у свету у развоју писмености. Према подацима Светске банке за 2014. годину, Иран је од 1976. до 2014. године држао прво место у свету у развоју писмености међу особама старијим од 15 година. Године 1979. проценат иранске писмене популације старије од 15 година био је 37%, а 2014. године је достигао 85%.
Наука
Иран је 2017. године био рангиран на 1. месту у региону по укупном броју објављених радова (54388).
Иран је 2017. године био 1. у региону у области биотехнологије са 905 објављених, 876 цитираних радова и 610 цитата. 
Иран је 6. на листи земаља по броју објављених чланака из области нанотехнологије у 2016. години. 
Научна продуктивност у Ирану порасла је 11 пута брже од светског просека, брже него било која друга земља. Број научних публикација показује да је раст на Блиском истоку - углавном у Турској и Ирану – био скоро четири пута бржи од светског просека.
Здравство
Очекивано трајање живота по рођењу у Ирану је 1979. године било 55 година, док је 2016. било 76. година, чиме се Иран налази на десетом месту у свету по расту очекиваног трајања живота. 
По коришћењу алкохола Иран је на последњем, 183 месту у свету. Такође, у погледу морталитета услед коришћења алкохола Иран је на последњем месту са најнижом стопом смртности услед алкохола. 
Иран је 2017. године био рангиран на 2. месту на листи земаља у којима се врши истраживање матичних ћелија. Водећи центар који се бави истраживањем матичних ћелија је Институт Ројан који је до сада у оквиру својих истраживања обавио више од 60 клиничких тестова.
Туристичке атракције
Иран се између 1990. и 2018. године нашао на 7. месту у свету међу земљама са тенденцијом пораста туристичких атракција. Године 2018. забележен је пораст од 32,9 пута у броју туриста који су у односу на 1990. годину посетили Иран.

## Становништво
Становништво чини широка лепеза етничких група и већина припада медитеранској, кавкаској или алпској грани индоевропске породице народа, потомцима првих аријевских досељеника на иранску висораван, али су честе миграције и освајања учинили да иранско становништво, осим Персијанаца, чине и бројне друге етничке групе: Азери, Курди, Белуџи, Лури, Туркмени, Арапи, Јермени и Асирци. Такође, у Ирану тренутно живи и око милион и по припадника номадских народа Кучан, Кашкајци, Шахшеван, Афшар, Бахтијари, Гилак и других. Велике политичке и економске промене у ширем и ближем окружењу земље утицале су на састав становништва. Иран је последњих деценија привукао многобројне избеглице из иностранства као и радну снагу, првенствено с индијског потконтинента и из југоисточне Азије, што је још више допринело разноликости његовог становништва.

## Политика

### Расподела власти
Стварањем исламске републике у Ирану, створен је и јединствен систем власти у свету. Иран је једина службено шиитска држава у муслиманском свету. Исламска Република Иран је практично и једина теократија у свету, тј. сматрајући да власт долази од Бога, моћ лежи у рукама свештенства. Овај облик теократије почива на начелу велауат-е faqih (ولایت فقیه) којег је у 1960-има описао ајатолах Рухолах Хомеини, први вођа Револуције. Такође у овом систему постоји и представничка димензија, будући да је призната и владавина народа, те се непосредно бира председник Исламске Републике Иран, народни посланици и чланови Скупштине стручњака. Иако постоји демократски систем не постоји и политички плурализам, посланици већином припадају разним исламистичким фракцијама.
Политички систем исламске републике базиран је на основу устава из 1979. који се назива Qānun-е Асаси („Основни закон”). У систему се налази више државних тела која су уско повезана, а већину чланова изабире вођа, док се председник републике, посланици у парламенту и чланови Скупштине стручњака бирају на свеопштим изборима. Минимални узраст за гласање одређен је на 15 година.

#### Извршна власт
Врховни вођа (зван и „вођа револуције”) одговоран је за надгледање опште политике Исламске Републике Ирана. Вођу Револуције бира Скупштина стручњака на неодређено трајање мандата. Вођа је врховни заповедник оружаних снага и контролише војне операције и задатке везане за безбедност, и само он има могућност прогласити рат. Ову државну функцију може вршити само верска особа. Има могућност сменити председника републике од своје функције, након што га врховни суд прогласи кривим за кршење устава или након што му парламент прогласи неспособност по члану 89 устава. Скупштина стручњака одговорна је за надгледање врховног вође у извршавању својих дужности. Тренутни врховни вођа Ирана је ајатолах Али Хамнеј, који врши ту дужност од 1989. године.
Устав дефинише председника као највећи државни ауторитет након вође револуције. Председник се бира на свеопштим изборима на мандат од четири године, који је могуће још једном обновити. Председничке кандидате мора одобрити Савет чувара. Председник је одговоран за извршавање извршне власти, осим оних које су везане уз врховног вођу.
Председник бира и надгледа Савет министара, координира одлукама владе и бира владину политику коју представља парламенту. Десет потпредседника помаже председнику, као и кабинет од 22 министра чије именовање мора одобрити парламент.
Тренутни председник републике је Хасан Рохани који је на то место изабран 2013. године.

#### Законодавна власт
Меџлис, службеног назива Исламска саветодавна скупштина (персијски : مجلس شورای اسلامى, Маџлес-е Шора-је Еслами), једнодомски је ирански парламент. Броји 290 посланика који су изабрани на мандат од четири године. Меџлис изгласава законе, ратификује међународне споразуме и одобрава државни буџет. Сви законодавни посланици морају бити представљени Савету чувара. Од 2006. године, шест посланичких места у меџлису резервисана су за посланике верских мањина.
Скупштина стручњака која заседа једну седмицу годишње, броји 86 чланова пробраног свештенства који се бирају свеопштим гласањем на мандат од осам година. Као и за председничке и парламентарне изборе, Савет чувара одређује подобност кандидата за чланство у Скупштини стручњака. Она бира врховног вођу и има уставно право повући га с дужности у било ком тренутку. Ипак, досад није забележен случај у којима би се Скупштина стручњака успротивила одлукама врховног вође.
Савет чувара броји 12 правника од којих шест именује врховни вођа. Другу половину препоручује шеф судске власти (ког бира врховни вођа), а именује их ирански парламент. Савет тумачи устав и може искористити право вета на одлуке меџлиса, ако сматра да је донети закон неусклађен с уставом или с исламским обичајима, па враћа закон парламенту на дораду.

#### Судска власт
Вођа револуције именује шефа судске власти који именује чланове врховног суда и главног тужиоца. Постоји више врста судова, од јавних судова који се баве грађанским и кривичним случајевима до револуционарних судова који се баве злочинима против државне безбедности. Одлуке револуционарних судова су закључне, па је на њих немогућа жалба. Посебан свештенички суд одговоран је за суђење злочина које су починили припадници свештенства, а такође може бити примењен и у случајевима кад су оптужени лаици. Посебни свештенички суд не налази се у редовном правосудном систему, па ти судови одговарају само вођи револуције.

#### Локална власт
Чланови локалних већа изабиру се локалним изборима на мандат од четири године у свим селима и градовима у Ирану. По члану 7 иранског устава, локална већа заједно с парламентом чине управне и одлучне органе државе. Овај део устава није примењиван до 1999. кад су одржани први локални избори за локална већа у држави. Ова већа имају многе одговорности, као што су: избор градоначелника или начелника, надзор локалних активности и брига за друштвене, здравствене, привредне, културне и образовне потребе својих грађана.

### Унутрашња политика
Иранска држава, осим институционалне структуре, има и многе друге посебности у погледу политике. Многе структуре државног апарата су удвостручене. Те структуре које се називају револуционарне структуре одговорне су директно вођи револуције. Иранска војска у овом погледу удвостручена је Бранитељима исламске револуције, а судови с револуционарним судовима. У сваком министарству и свакој покрајини именован је представник вође.
Политиком управљају исламистичке фракције, док су остале традиционалне странке забрањене. Код исламиста постоје двије струје: конзервативна и реформистичка. Обе струје желе очувати постојећи политички систем, али се разликују начини на које то желе остварити. Конзервативци се супротстављају било каквим промјенама система, те заступају строго спровођење револуционарних циљева, док се реформисти залажу за нешто либералнију политику. Избор реформиста Мохамеда Хатамија на мјесто председника 1997. покренуо је одређене промјене у земљи, ипак након одређеног времена на власт су поновно дошли конзервативци.

#### Медији
Медији у земљи постоје још од појаве првих новина 1835. Медије чине бројне службене новинске агенције, велики број дневних новина и часописа, службени телевизијски канали и приватни (који емитују из иностранства), те радијске станице. Забележен је и снажан тренд блогова, због могућности слободног и анонимног изражавања.
Ирански устав дозвољава слободу медија све док се поштују исламска начела. Сваки издавач новина или часописа мора имати одговарајући дозволу за рад. Сва издања која су оцијењена као противисламска не могу добити ову дозволу. У пракси ову дозволу не добивају ни медији за које се сматра да шире расположење против владе. Године 1987, све новине и часописи подржавали су институције исламске републике. Након Хатамијевог избора 1997. и релативне либерализације медија, нека папирната издања постала су критичнија према власти.
Све радијске и телевизијске станице у Ирану под контролом су власти. Вођа револуције именује директоре телевизијских и националних радијских станица постоје у Техерану и свим већим покрајинским градовима. Станице у иранском Азербејџану и иранском Курдистану могу емитовати програме на азербејџанском и курдском. Многе опозиционе групе емитују програме из Ирака или из кавкаских земаља.

### Спољна политика
Револуционарни режим у Ирану којег је започео ајатолах Хомеини радикално је промијенио спољну политику те земље у односу на ону коју је проводио шах, то се посебно односи на дотадашњу прозападњачку политику. Након тешке постреволуционарне спољне политике и Ирачко-иранског рата, Иран је рационализовао своју спољну политику и сконцентрисао се на њене привредне циљеве. Ипак, ова политика је далеко од нормализације.
У новије доба, Иран се труди побољшати своје односе са суседним државама, поготово с Саудијском Арабијом. Циљеви спољне политике укључују ненаметљиво преузимање водеће улоге у регији, смањити и прекинути амерички утицај и утицај других сила у регији, те заснивање квалитетних трговачких односа.
Уопштено се може рећи да су основна начела иранске спољашње политике: дјеловање против САД и Израела у смислу укидања њихове војне доминације у Персијском заливу и подршка стварању палестинске државе, смањење утицаја спољних сила (као САД и УК) у заливу и повећање своје регионалне улоге, те развој дипломатских односа с другим земљама у развоју.

#### Извоз револуције
Термин „извоза исламске револуције” произлази из посебног погледа на свет, који гледа на исламску револуцију као на начин којим се муслимани и немуслимани могу ослободити од угњетавања тирана који служе интересима међународног империјализма.
Постоји пуно струја мисли о спровођењу извоза исламске револуције, од оних који се залажу само за дјеловање путем образовања, па до оних који желе активно помоћи револуционарним скупинама у спровођењу револуције. Иако се иранско Министарство спољних послова залаже само за образовно дјеловање, многи заговорници активистичког приступа налазе се на високим политичким положајима, те могу битно утицати на иранску спољну политику. Ово се посебно може видјети у политици према Либану. Године 1982, Иран је послао 1.500 бранитеља револуције у Баалбек у Либану како би организовали, опремили и обучили Хезболах. Иако је Иран смањио своју подршку либанском покрету, и даље наставља помагати и подржавати Хезболах. Техеран такође подупире и шиитске покрете у Ираку, Бахреину, Саудијској Арабији и Авганистану.
Ипак, неки аутори мисле да се извоз револуције не слаже с жељама за отварањем Ирана према свету, те сматрају да је концепт извоза револуције нестао у првим годинама владајућег режима.

#### Ирански нуклеарни програм
Ирански нуклеарни програм постао је предмет велике расправе између Ирана и западних земаља. Узрок је био велики јаз у политичким погледима на програм између Ирана и западних земаља. Иранска јавност гледа на нуклеарни програм као на начин којим би се увела разноликост у иранске изворе енергије, те као начин којим би се појачала иранска међународна улога. Иранска јавност, практично сви политичари и влада уједињени су у томе да Иран мора развити своју нуклеарну индустрију, јер не може прихватити чињеницу да друге земље, као Израел, Индија или Пакистан имају атомску енергију, а Иран је не може имати. Владе западних земаља имају мишљење да овај нуклеарни програм у цивилне сврхе има скривене намере, те да ће можда бити искоришћен за производњу нуклеарног оружја., Иран је ратификовао споразум о неширењу нуклеарног оружја 1970. године, према којем је обвезан да не производи и не покушава набавити нуклеарно оружје. Ипак, Међународна агенција за нуклеарну енергију верује да је због иранске несарадње немогуће спровести инспекције технологије и утврдити користи ли се технологија у војне сврхе, што стоји у извештају директора агенције од 31. августа 2006.

### Чланство у Шангајској организацији за сарадњу
На самиту Шангајске организације за сарадњу у Таџикистану, 17. септембра 2021. године, потврђено је чланство Ирана, што је уједно и прва инострана посета новог иранског председника Ебрахима Раисија од ступања на дужност у августу исте године.

## Административна подела
Покрајинама се управља из локалног центра, обично највећег града. Покрајином управља управник, којег поставља Министарство унутрашњих послова, а одобрава влада.
До 2004. Иран је имао 28 покрајина. Након донесеног закона, покрајина Хорасан је подељена је на три дела, па се тако Иран састоји од 30 покрајина:
| 1. Техеран 2. Ком 3. Маркази 4. Газвин 5. Гилан 6. Ардабил 7. Занџан 8. Источни Азербејџан 9. Западни Азербејџан 10. Курдистан 11. Хамадан 12. Керманшах 13. Илам 14. Лорестан 15. Хузестан | 1. Чахар Махал и Бактијари 2. Кохкилујех и Бујер Ахмад 3. Бушер 4. Фарс 5. Хормозган 6. Систан и Балуџистан 7. Керман 8. Јазд 9. Исфахан 10. Семнан 11. Мазандаран 12. Голестан 13. Северни Корасан 14. Разави Корасан 15. Јужни Корасан | Нумерисана мапа покрајина |

Иранска острва нису приказана на мапи. Она припадају покрајини Хормозган (број 20 на мапи).
Свака покрајина подељена је у подпокрајине зване шахрестан, а сваки шахрестан је подељен у округе зване бахш.
Административна структура у Ирану врло често се мијења. 2005. године, у Ирану је постојало 324 шахрестана, 865 бахша, 982 града и 2378 села.

## Привреда
Иранска привреда је мешавина централно-планираног државног власништва над нафтним и другим великим компанијама, сеоске пољопривреде и приватног предузетништва. Привредна инфраструктура је знатно унапређена у последње два деценије, али главни проблеми су и даље висока инфлација и незапосленост. Почетком 21. века сектор услуга чинио је највећи постотак БДП-а, затим следе индустријски (рударство и производња) и пољопривредни. Године 2006. удро пољопривреде је био око 10% и континуирано се смањује, 45% прихода државног буџета чине приходи од нафте и гаса, а порези око 31%. Државно издвајање новца допринело је просечној годишњој инфлацији од 14% у раздобљу 2000—2004. Иранске државне резерве се процењују на око 120 милијарди долара, а познато је да око 80% иранског спољног прихода стиже од извоза енергената. За 2008. годину ирански БДП је процењен на 382,3 милијарде долара (859,7 милијарди према куповној моћи), односно 5,826 долара по глави становника (13,100 долара према куповној моћи), што је дванаестероструки пораст у односу на доба пре револуције 1979. Привредни раст износи око 6,4% годишње. Незапосленост је 12,5%, инфлација према владиним изворима износи 17%, а проценат жена у радној снази је 33% Због ових података и разноврсне али мање индустријске базе, УН сврстава иранску привреду као полуразвијену

## Култура
Култура Ирана је мешавина преисламске и исламске културе. Иранска култура је дуго времена била доминантна култура на простору Блиског истока и средње Азије, а персијски је сматран језиком интелектуалаца. Готово сви филозофски, научни и књижевни радови у исламским царствима писани су пахлавијем, па преведена на арапски језик. Сасанидска ера је била посебно значајан период у коме је иранска култура утицала на Кину, Индију и римску цивилизацију. Много тога што се сматра исламским наслеђем у књижевности, праву, филозофији, медицини и природним наукама се базира на наслеђу од Сасанидских Персијанаца.
Две религије су се зачеле на подручју Ирана: зороастризам (између 1800. и 600. п. н. е.) и бахаизам (у 19. веку). Зороастријанаца данас има свега око 20.000 у Ирану. Бахајска религија није званично дозвољена у Ирану, њени припадници су дискриминисани, а претпоставља се да их има 350.000. После исламизације, исламски ритуали су продрли у иранску културу. Најзначајнији од њих је поштовање имама Хусеина ибн Алија. За празник ашура већина Иранаца, чак и зороастријанаца и Јермена, учествује у церемонији туговања за мученицима битке код Карбале. Шиитски ислам је тесно испреплетен са иранском културом, уметношћу и свакодневним животом.
Иранска нова година (норуз) је древна традиција која се обележава 21. марта и означава почетак пролећа. Слави се још у Азербејџану, Авганистану, Узбекистану, Туркменистану, Таџикистану, Казахстану, а некад се обележавала у Јерменији и Грузији. Овај празник славе и Курди.
Интернет је изузетно популаран међу младима у Ирану. Јавни медији (часописи, књиге, филмови) су под надзором Министарства културе и исламског реда, које их понекад цензурише.
Врло важна карактеристика културе је и персијска уљудност тароф (تعارف) која налаже поштовање према старијима и према женама, употребу пристојног језика и широку гостољубивост према странцима.

### Књижевност
Поред персијског језика, у Ирану се књижевност ствара и на језицима мањина, азерском и курдском. Персијски језик је индоевропски језик индоиранске гране. У 8. веку персијски језик је претрпео јак утицај арапског и преузео арапско писмо у модификованом облику. Доминантан утицај у стандардизовању и очувању персијског језика кроз векове одиграо је национални еп Шахнаме песника Фердосија.
Најстарија дела на персијским језицима (староперсијски или средњоперсијски) су из раздобља Ахеменидске династије, а сежу и до 650. п. н. е. Најбитнија дела персијске књижевности настала су у раздобљу исламског освајања Персије, око 650. године. Након доласка Абасида на власт (750), многи Персијанци су постали писари и службеници у исламском царству, те све више и више писци и песници. Персијанци су у исто време писали и на арапском и на персијском, а касније је персијски постао доминантнији у књижевним круговима. Персијски песници као Сади, Хафез и Руми читани су у целом свету, а имали су велики утицај на књижевност у многим земљама. Модерна иранска књижевност је вероватно мање позната.
Персијска књижевност је посебно препознатљива по епској, историјској, филозофској и љубавној поезији. Поезија је био доминантан вид књижевног стваралаштва у Ирану, тако да су и филозофски и научни радови стварани у стиху. Око половине дела древног лекара Авицене је записано у стиховима. У плејаду персијских средњовековних песника спадају Руми, Омар Хајам, Хафез и Саади.
Од модерних писаца, вероватно су најпознатији: Садегх Хедајат, Али Шариати, Ферејдун Мошири, Форуг Фарохзад.

### Уметност
Шире подручје Ирана је колевка неких од најзначајнијих уметничких традиција у историји човечанства. Ту се развила карактеристична архитектура, сликарство, ткање (посебно ћилима), калиграфија, обрада метала и камена. Персијанци су први користили математичка и астрономска знања у архитектури. Посебно су били вешти у изради масивних купола. Чак се и архитектура Маузолеја у Халикарнасу, једног од Седам светских чуда древне архитектуре, базира на персијским узорима. Касније су ове технике коришћене за изградњу џамија и палата.
Вероватно у свету најпознатије подручје иранске уметности је израда тепиха (фарш فرش). Сви сагови израђују се ручно и од природних материјала, а за израду је обично потребно неколико месеци. Постоји више врста персијских сагова, а у балканском подручју најпознатији је номадски тепих зван ћилим (персијски: гелим (گلیم), турски: килим).
Још једно познато подручје персијске уметности су минијатуре. Ове минијатуре обично украшавају књиге или су рађене посебно за албум минијатура. Персијске минијатуре карактерише изузетна сложеност, а обично приказују теме из персијске митологије и песништва.
Персијска калиграфија тј. калиграфија писана персијским језиком датира из предисламског времена, а с временом развијено је више стилова. Данас постоји покрет ревитализовања ове уметности спајањем с осталим облицима уметности.

### Архитектура
Главни типови грађевина класичне иранске архитектуре су џамије и палате. Персијску архитектуру карактеришу велике куполе које се често могу видети на пијацама и џамијама. Ове куполе су обично уређене мозаицима. Персијанци су познати по употреби математике, геометрије и астрономије у архитектури.
Персијска архитектура из разних раздобља може се наћи у подручјима од Сирије до северне Индије и кинеске границе и од Кавказа до Занзибара.
Иран се налази на 7. месту Унесковог пописа земаља по броју археолошких рушевина. Петнаест Унескових споменика светске баштине дела су иранске архитектуре, а Маузолеј у Халикарнасу означен је као једно од седам светских чуда старог света.

### Филм
Кинематографија је била стара само неколико година кад се појавила у Персији почетком 20. века. Први ирански режисер засигурно је био Мирза Ибрахим Акас Баши, службени фотограф тадашњег иранског шаха Мозафер-ел Дин Шаха. Након посете Паризу 1900. године, Баши је набавио камеру и снимио посету шаха Белгији.
Иранска кинематографија након револуције је досегла значајан успјех на међународном нивоу због истакнутог стила и посебности теми и аутора. Из иранске кинематографије појавили су се бројни режисери светске класе, као Абас Киаростами и Јафар Панахи. Стална присутност иранских филмова на бројним престижним међународним фестивалима као што су Кански, Венецијански или Берлински фестивал привукли су пажњу публике на ова дела.

### Музика
Музика на подручју данашњег Ирана има историју стару неколико хиљада година, још из доба неолита. Ово потврђују археолошка истраживања еламитске културе на југозападу Ирана. Потребно је разликовати музикологију (Елм-е Musiqi) тј. науку о музици, од музичког извођења (Тараб, Навакхтех, Таснееф, Таранех или у новије вријеме Музик) које је често у сукобу с вјерским властима.
Иранска класична музика (Musiqi Асил) је снажно утемељена на теоријама естетике. Овај музички жанр сачувао је елементе још из сасанидиског раздобља. Популарна и фолклорна музика игра важну улогу у свакодневном животу Иранаца, поготово у руралним подручјима, као нпр. фолклорне пјесме у Курдистану и Хорасану.
Иранска поп музика је развијена 1970-их, а користила је аутохтоне облике и инструменте уз додатак електричне гитаре и неки других карактеристика. Вероватно најпознатија музичарка тог раздобља је пјевачица Гугуш. Поп музика није се дуго одржала у Ирану, јер је забрањена након исламске револуције 1979.
Након револуције следила је ренесанса у класичној персијског музици, из које су се истакнули многи познати национални и међународни извођачи као Мохамад Реза Лотфи, Хосеин Ализадех, Шахрам Назери и Мохамад-Реза Шајаријан. Иако је након револуције нагло нарасла популарност класичне музике, религија и музика су често биле у сукобу у овом раздобљу. Такође је након револуције смањена и присутност жена у музици; забрањено им је певање у јавности, али не и свирање инструмената.

### Кухиња
Кулинарство је врло разнолико у Ирану, свака покрајина има своја властита јела, као и начин приправе и гастрономску традицију. Храна није љута, а припрема се обично уз пуно биља и воћа. Користе се шљиве, нар, грожђе, дуње и др. Велики број иранских јела комбинација су риже с месом (пилетина, јагњетина) или с рибом, с пуно чешњака, лука, поврћа и других додатака.
Храна у Ирану се базира на комбинацији пиринча, меса, рибе или пилетине са поврћем, луком, орасима, воћем (суве шљиве и грожђе, нарови, дуње, кајсије) и зачинима (шафран, цимет, першун).
Иранска кухиња је оставила велики утицај на кухиње у суседним земљама. Ово се посебно односи на Авганистан, државе на југу средишње Азије, северну Индију и Пакистан.

## Наука и технологија
Иранци су још у античко доба градили канате да осигурају приступ свежој води. Прва ветрењача појавила се у Ирану у 9. веку. Иранци су значајно допринели разумевању многих научних подручја попут астрономије, медицине, математике и филозофије. Мухамед ел Хорезми се сматра оцем алгебре. Исти научник се служио Паскаловим троуглом готово седамсто година пре рођења Блеза Паскала. Омар Хајам је дефинисао персијски календар који је и дан данас у употреби и који је прецизнији од шест векова млађег грегоријанског календара. Откриће етанола (алкохола) приписује се персијском алхемичару Мухамеду ибн Закариуа Разију. Теорије хелиоцентризма и еволуције биле су познате иранским научницима вековима пре рођења Коперника, односно Дарвина. За време средњег века основе филозофије и математике из античке Персије и Грчке очуване су у персијским научним круговима. Академија у Гундишапуру било је најпознатији научни центар тог времена и сматра га се првим универзитетом на свету, значајно првенствено по медицинским открићима у чему су били водећи током 6. и 7. века. У то доба Иран је постао и светски центар производње научних инструмената, и ту су репутацију задржали све до 19. века.
Иран настоји вратити статус који је имао у златно доба персијске науке. Од 1996. до 2004. број објаве научних радова се готово удесетостручио, што представља највећи раст у свету после Кине. Упркос финансијским, садржајним и међународним ограничењима, ирански научници постижу респектабилне успехе на подручјима фармације, фармацеутске хемије, органске хемије и полимерске хемије. Ирански научници и инжењери такође помажу у конструисању Велики сударач честица, најмоћнијег акцелератора честица икад изграђеног.
У биомедицинским наукама, Ирански институт биохемије и биофизике председава Унесковим сектором за биологију. Поткрај 2006. године, ирански научници успешно су клонирали ембрион овце помоћу нуклеарног трансфера соматских ћелија, у истраживачком центру Рујан у Техерану.
Ирански нуклеарни програм је покренут 50-их година. Данашња иранска нуклеарна постројења укључују неколико истраживачких реактора, руднике урана, комерцијални нуклеарни реактор, постројења за обогаћивање урана и за тешку воду. Иранска свемирска агенција (ИСА) је након три успешна подорбитална лета властитом технологијом лансирала први ирански сателит Омид у орбиту у фебруару 2009. године, када је обележавана 30. годишњица Иранске револуције.
Ирански научници изван Ирана су такође много допринели науци. Године 1960, Али Јаван је изумео први гасни ласер, а теорију система неизразите логике је поставио Лотфи Задех. Ирански кардиолог Тофу Мусиванд изумео је прву срчану пумпу, претечу вештачком срцу. Приликом истраживања дијабетеса, Самуел Рахбар је открио HbA1c. Ирански физичари су изузетно јаки на подручју теорије струна, о којој се много радова објављује у самом Ирану. Иранско-амерички научник Цумрун Вафа је успоставио Вафа-Витенову теорему заједно с Едвардом Витеном.

## Спорт
Будући да око две трећине иранског становништва има испод 25 година, спорт је врло важна друштвена активност у земљи. На подручју данашњег Ирана створени су многи спортови и игре, као поло и бекгемон. Традиционални ирански спорт је варзеш-е пахлавани који је сличан рвању. Данас је најпопуларнији спорт у Ирану фудбал. Фудбалска репрезентација Ирана је досад учествовала три пута на светским првенствима: 1978. у Аргентини, 1998. у Француској и 2006. у Немачкој. Репрезентација је досад и три пута победила на азијском првенству (1968, 1972. и 1976).
Прву олимпијску медаљу за Иран је освојио рвач Голамреза Такти у Хелсинкију 1952. године. Након те сребрне медаље освојио је и златну у Мелбурну 1956. и поновно сребрну у Риму 1960. године. Земља је у спортском смислу на међународном нивоу истакнута у рвању и дизању тегова. Хосеин Реза Задех је тренутни свјетски рекордер у дизању тегова у категорији за теже од 105 kg и први је Иранац који је освојио две златне олимпијске медаље. Један од најпознатијих спортиста у Ирану је кошаркаш Хамед Хадади који је наступао у NBA лиги.
Скијање је такође популарно међу одређеним друштвеним класама. Иран има бројна уређена скијалишта, од којих су најпопуларнија она на Алборзу. Будући да је велики део територија државе брдовито, популарно је и планинарење и пењање.
Године 2002, најпрактикованији спортови међу становништвом били су фудбал, бодибилдинг, одбојка, борилачке вјештине, пливање, планински спортови (алпинизам, скијање, трекинг) и рвање. Тенис, голф, кошарка, гимнастика и варзеш-е пахлавани су мање практиковани.